# Либерман, Роман Александрович
Роман Александрович Либерман (1907—1970) — советский военачальник, полковник (1943). Начальник штаба 9-го танкового корпуса и 1-го механизированного корпуса, участник Великой Отечественной войны.

## Биография
Родился  22 мая 1907 года в Житомире.
С 1921 года призван в ряды РККА, участник Гражданской войны. Красноармеец 44-й стрелковой дивизии. С 1932 по 1933 год обучался в Орловской бронетанковой школе имени М. В. Фрунзе.  С 1933 по 1941 год служил в составе 17-й механизированной бригады в должностях командира танка, танкового техника, командира танкового взвода и роты 4-го танкового полка, командир учебной танковой роты 17-го отдельного учебного танкового батальона этой дивизии.  В 1941 году окончил Военную академию имени М. В. Фрунзе.
С июля по октябрь 1941 года участник Великой Отечественной войны служил в 102-й танковой дивизии в должностях командира батальона тяжёлых и средних танков 204-го танкового полка и командиром 102-го отдельного разведывательного батальона этой дивизии. С 30 августа бригада принимала участие в Ельнинской наступательной операции, входя в состав северной группы 24-й армии и ведя наступление с целью ликвидации Ельнинского выступа. С октября 1941 по январь 1942 года — заместитель командира и командир 22-го танкового полка в составе 22-й танковой бригады. В составе 5-й, 16-й и 20-й армий в составе Западного фронта участвовала в Московской битве. С января по апрель 1942 год — заместитель командира 20-й танковой бригады в составе 5-й армии. С апреля 1942 по август 1943 года — командир 108-й танковой бригады в составе 50-й армии, с июля 1943 года  в составе 9-го танкового корпуса бригада участвовала в Курской битве. 
С августа по сентябрь 1943 года — начальник штаба, с сентября по ноябрь 1943 года — заместитель командира 9-го танкового корпуса, участник битвы за Днепр. 11 ноября 1943 по 15 августа 1944 года — командир 50-й танковой бригады в составе 3-го танкового корпуса, во главе бригады участвовал в Корсунь-Шевченковской, Уманско-Ботошанской и Люблин-Брестской стратегических наступательных операциях. За отличия в боях при освобождении города Умань (10 марта) бригаде присвоено почётное наименование «Уманской» (19 марта 1944). За образцовое выполнение боевых заданий командования при форсировании р. Днестр, освобождении во взаимодействии с другими соединениями города Бельцы (26 марта) и выходе на советско-румынскую государственную границу она награждена орденом Красного Знамени (8 апреля 1944 года). Командуя передовым отрядом в боях за город Люблин, 24 июля 1944 года Р. А. Либерман был ранен, но остался в строю. Бригада под его руководством отличилась в боях за город Люблин (24 июля), за что награждена орденом Суворова 2-й степени (9 августа 1944). 25 июля 1944 года за освобождение города Люблин Р. А. Либерман был представлен к званию Герой Советского Союза, но был награждён орденом Красного Знамени.
С 16 ноября 1944 по 27 января 1945 год — начальник штаба 1-го механизированного корпуса в составе 2-й гвардейской танковой армии. С января по апрель 1945 года — заместитель командира 9-го гвардейского танкового корпуса. 
С апреля по июль 1945 год — командующий Бронетанковых и механизированных войск 8-й гвардейской армии, в составе 1-го Белорусского фронта, был участником  Варшавско-Познанской, Восточно-Померанской и Берлинской стратегических наступательных операциях. С 1945 по 1946 год — командир 74-го тяжёлого танкового полка в составе ГСВГ. С 1946 по 1947 год — командир 89-го танкового полка РВГК. С 1947 по 1956 год — начальник штаба и заместитель командира 11-й гвардейской механизированной дивизии. В 1954 году закончил КУКС при Военная ордена Ленина академия бронетанковых войск имени И. В. Сталина.
С 1956 года в запасе.

## Награды
- три ордена Красного Знамени (30.03.1943, 28.03.1944, 08.08.1944);
- Орден Суворова II степени (27.08.1943);
- Орден Кутузова II степени (31.05.1945);
- Орден Отечественной войны I степени (25.03.1945);
- Орден Красной Звезды (06.11.1947);
- Медаль «За боевые заслуги» (06.11.1945);
- Медаль «За оборону Москвы» (01.05.1944);
- Медаль «За освобождение Варшавы» ;
- Медаль «За взятие Берлина» (09.06.1945);
- Медаль «За победу над Германией в Великой Отечественной войне 1941—1945 гг.» (09.05.1945)[13][14][1].